# Zukunftsmusik (Hans Dominik)
Zukunftsmusik von Hans Dominik ist eine technisch-wissenschaftliche Zukunftsgeschichte. Sie erschien 1921 in der jährlich erscheinenden Buchreihe "Das Neue Universum" (Band 42) sowie in der 1977 im Heyne Verlag als Taschenbuch Nr. 3562 erschienenen Sammlung von Kurzgeschichten von Hans Dominik "Ein neues Paradies".

## Inhalt
Ein brennendes Problem in Deutschland ist nach dem Ersten Weltkrieg die Beschaffung von Brennstoffen. Hans Dominik nimmt sich in dieser Kurzgeschichte des Problems an und erzählt, wie er sich die Nutzbarmachung der Kernenergie vorstellt.

## Zur Kurzgeschichte
Diese Kurzgeschichte steht ganz vorne im "Neuen Universum" Band 42 ab Seite 1. Im gleichen Band steht auf Seite 106 ein Bericht darüber, wie sehr durch die Kriegswirren die Kohleförderung in Deutschland gesunken ist, während gleichzeitig die Preise stark gestiegen sind.
So lässt Hans Dominik seinen Helden Professor Hansen am Anfang sagen „Die Kämpfe, die den kranken Leib Europas schon seit beinahe zehn Jahren in immer neuen Fieberschauern erzittern lassen, drehen sich letzten Endes um die Energievorräte, um die Kohlenlagerstätten“. Kurz darauf schafft es Professor Hansen, in seinem Laboratorium mit Hilfe extrem schneller Elektronen den Atombau zum Einsturz zu bringen – ein Motiv, das Hans Dominik schon in Ein neues Paradies und in Eine Expedition in den Weltraum verwendet hat.
Fünf Jahre braucht Professor Hansen noch, bis er zum ersten Mal eine kleine Dampfmaschine durch die Wärme der zerfallenden Atome antreiben kann. Und erst weitere zwanzig Jahre später kann er die ganze Energie der zerfallenden Atome direkt in Elektrizität verwandeln, was auch heute noch eine Utopie ist. Die Kohle wird zu diesem Zeitpunkt nur noch von der chemischen Industrie benötigt – die ganze Energie, die die Menschen brauchen, kommt aus den Atomkernen. 
1965 berichtet Professor Hansen von einer aufregenden astronomischen Beobachtung: Ein dunkler Stern ist plötzlich hell aufgeglüht und wurde so heiß, dass dort jetzt nur noch eine Gaswolke im Weltall treibt. Als Ursache findet Professor Hansen einen nicht mehr zu bremsenden Atomzerfall, einen Atombrand, heraus. Er schließt mit der Warnung: „Seitdem wir den Massezerfall als Energiequelle ausnutzen, ist die neue Gefahr aufgetreten, dass dieser Zerfall unseren Planeten ergreift“. Damit warnt Hans Dominik Jahrzehnte vor der ersten Atombombe schon vor den mit der Nutzung der Kernenergie auftretenden Gefahren.